# Pulau Situpai
Pulau Situpai är en ö i Indonesien.   Den ligger i provinsen Sumatera Barat, i den västra delen av landet, 700 km väster om huvudstaden Jakarta.